# Godkowo
Godkowo (deutsch: Göttchendorf) ist eine Gemeinde im Powiat Elbląski der Woiwodschaft Ermland-Masuren in Polen. Es ist Sitz der gleichnamigen Landgemeinde mit 2977 Einwohnern (Stand 31. Dezember 2020).

## Geographische Lage
Das Dorf liegt in der historischen Region Ostpreußen, etwa 34 Kilometer östlich von Elbląg (Elbing) und 50 Kilometer nordwestlich von Olsztyn (Allenstein).

## Geschichte

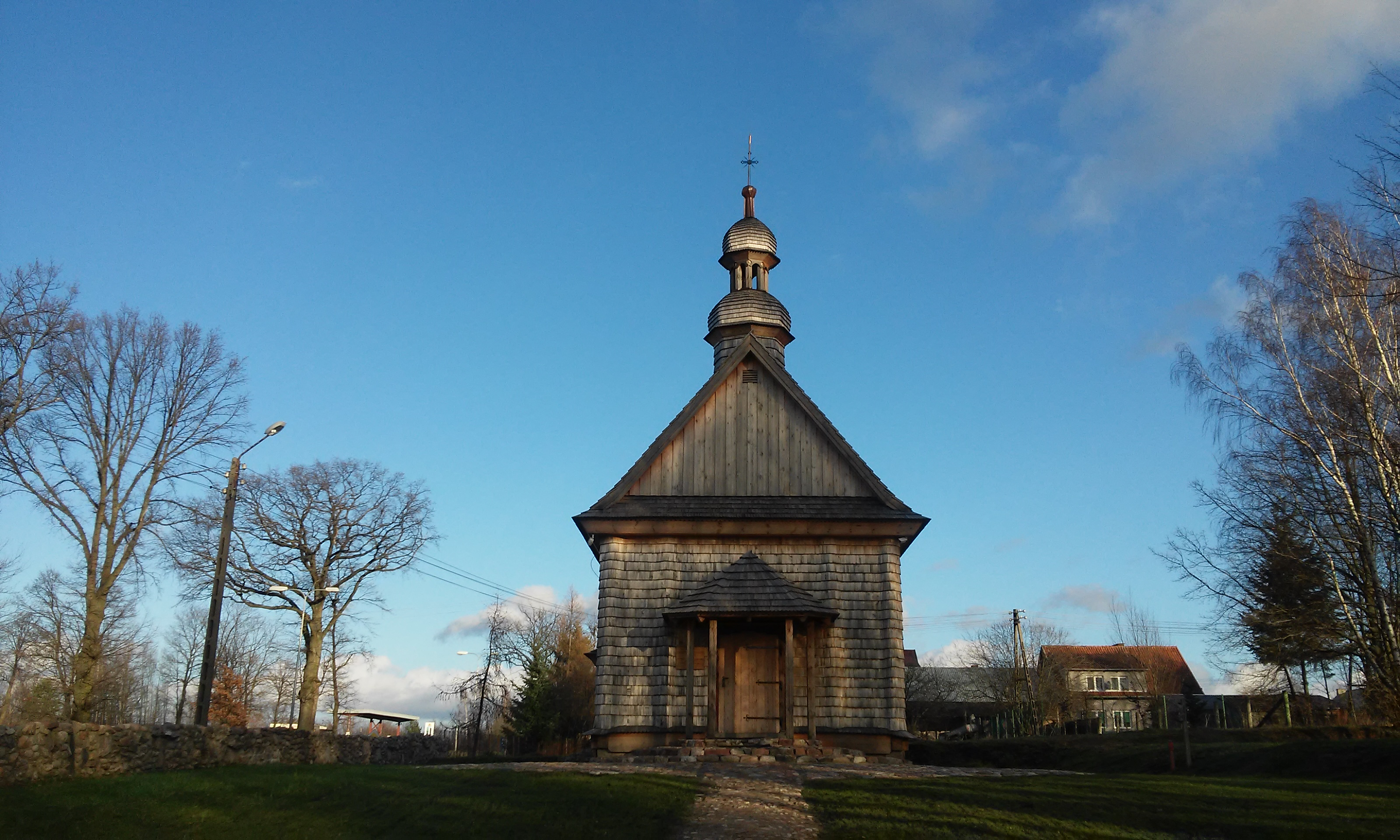
Orthodoxe Dorfkapelle

Ältere Formen des Ortsnamens sind Gotkendorf, Gotkendorff, Gottkendorf, Gotickendorf und Göttchendorff. Bis zum Jahr 1804 waren die Bauern des Dorfs Göttchendorf verpflichtet, auf dem Gut Behlenhof Hand- und Spanndienste zu leisten. Am 3. Februar 1807 hielt sich Napoleon in Gotkendorf auf.
Die Gemarkung des Dorfs umfasste um 1858 eine Fläche von 1986 Morgen, und es standen darauf 36 Wohnhäuser.
Bis 1945 gehörte Göttchendorf zum Kreis Preußisch Holland im Regierungsbezirk Königsberg der Provinz Ostpreußen des Deutschen Reichs.
Gegen Ende des Zweiten Weltkriegs wurde die Region im Januar 1945 von der Roten Armee besetzt. Im Sommer 1945 wurde das Kreisgebiet von der sowjetischen Besatzungsmacht  zusammen mit der südlichen Hälfte Ostpreußens unter polnische Verwaltung gestellt. Die Polen führten für Göttchendorf die Ortsbezeichnung Godkowo ein. Soweit die deutschen Dorfbewohner nicht geflohen waren, wurden sie in der Folgezeit von der örtlichen polnischen Verwaltungsbehörde aus Göttchendorf vertrieben.

### Bevölkerungsentwicklung
| Jahr | Einwohner | Anmerkungen                             |
| ---- | --------- | --------------------------------------- |
| 1816 | 122       | in 27 Wohnhäusern                       |
| 1852 | 213       | [ 6 ]                                   |
| 1858 | 229       | davon 223 Evangelische und 6 Katholiken |
| 1885 | 277       | [ 7 ]                                   |
| 1910 | 249       | [ 8 ]                                   |
| 1933 | 232       | [ 9 ]                                   |
| 1939 | 210       | [ 9 ]                                   |

## Gemeinde
Zur Landgemeinde (gmina wiejska) Godkowo gehören das Dorf selbst und 21 weitere Dörfer mit Schulzenämtern (sołectwa).